# Henry Tillinghast Sisson

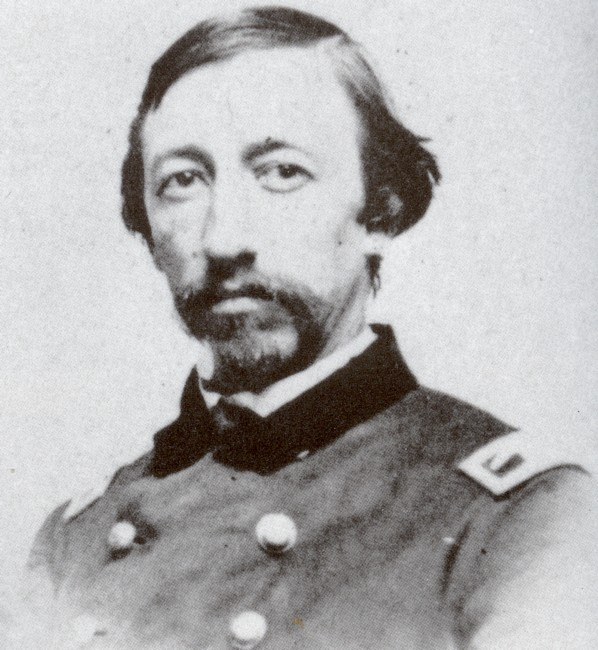
Henry Tillinghast Sisson, 1862

Henry Tillinghast Sisson (* 20. August 1831 in Fall River, Massachusetts; † 19. Oktober 1910 in Providence, Rhode Island) war ein US-amerikanischer Politiker. Zwischen 1875 und 1877 war er Vizegouverneur des Bundesstaates Rhode Island.

## Werdegang
Henry Sisson verbrachte den größten Teil seines Lebens in dem Ort Little Compton in Rhode Island, wo er die familieneigene Farm erbte. Während des Bürgerkrieges diente er in verschiedenen Funktionen im Heer der Union, in dem er bis zum Oberst aufstieg. Er nahm an mehreren Schlachten und Feldzügen teil. Politisch schloss er sich der Republikanischen Partei an.
1874 wurde Sisson an der Seite von Henry Lippitt zum Vizegouverneur von Rhode Island gewählt. Dieses Amt bekleidete er zwischen 1875 und 1877. Dabei war er Stellvertreter des Gouverneurs und Vorsitzender des Staatssenats. Nach seiner Zeit als Vizegouverneur ist er politisch nicht mehr in Erscheinung getreten. Er gilt als der Erfinder der amerikanischen Version des Aktenordners, des sogenannten Three Ring Binder. Henry Sisson starb am 19. Oktober 1910 in Providence und wurde in Little Compton beigesetzt.